# Paul Dukes
Paul Henry Dukes (Bridgwater, 10 de febrero de 1889-Ciudad del Cabo, 27 de agosto de 1967) fue un agente y escritor británico del MI6.

## Primeros años y familia
Paul Henry Dukes nació tercero de cinco hijos el 10 de febrero de 1889 en Bridgwater, Somerset, Inglaterra. Era hijo del clérigo congregacionalista, el reverendo Edwin Joshua Dukes (1847-1930), de Kingsland, Londres, y su esposa, de soltera Edith Mary Pope (1863-1898), de Sandford, Devon. Edith era una mujer de formación académica, hija de un maestro de escuela, que obtuvo su licenciatura en artes por un curso por correspondencia a la edad de 20 años. En 1884, se casó con Edwin, quien había regresado del trabajo misionero en China. Murió de una enfermedad tiroidea y, en 1907, Edwin se volvió a casar con una viuda de 40 años llamada Harriet Rouse.
Los hermanos de Paul incluían al dramaturgo Ashley Dukes (1885-1959) y al renombrado médico Cuthbert Dukes (1890-1977). Tuvo una hermana mayor, Irene Catherine Dukes (1887-1950), que llevó una vida plagada de enfermedades, y otro hermano menor, Marcus Braden Dukes (1893-1936), que murió en Kuala Lumpur mientras trabajaba como funcionario del gobierno. Paul era el tío abuelo del poeta Aidan Andrew Dun, nieto del hermano de Paul, Ashley.
Paul se educó en la Caterham School antes de seguir carrera musical en el Conservatorio de San Petersburgo en Rusia.

## Carrera
De joven tomó un puesto como profesor de idiomas en Riga, Letonia. Más tarde se mudó a San Petersburgo, habiendo sido reclutado personalmente por Mansfield Smith-Cumming, el primer "C" del MI6 (SIS), para actuar como agente secreto en la Rusia Imperial, confiando en su fluidez en el idioma ruso. En ese momento, estaba empleado en el Conservatorio de San Peterburgo como concertista de piano y director adjunto de Albert Coates. En sus nuevas atribuciones como único agente británico en Rusia, estableció planes elaborados para ayudar a destacados Rusos Blancos a escapar de las prisiones soviéticas, e introdujo subrepticiamente a cientos de ellos en Finlandia.
Conocido como el "Hombre de las Cien Caras", Dukes trabajó sirviéndose de disfraces, lo que le ayudó a asumir una serie de identidades y le permitió acceder a numerosas organizaciones bolcheviques. Se infiltró con éxito en el Partido Comunista de la Unión Soviética, el Comintern y la policía política, o CHEKA. Dukes también se enteró del funcionamiento interno del Politburó y pasó la información a la inteligencia británica.
Regresó a Gran Bretaña como un héroe distinguido, y en 1920 fue nombrado caballero por el rey Jorge V del Reino Unido, quien llamó a Dukes el "más grande de todos los soldados". Hasta el día de hoy, Dukes es la única persona nombrada caballero británico únicamente por razón de méritos en el espionaje. Regresó brevemente al servicio en 1939, para ayudar a localizar a un eminente hombre de negocios checo desaparecido tras la ocupación nazi de Checoslovaquia. Dukes también destacó en la introducción del yoga en el mundo occidental.

### Obra
Su libro Red Dusk and the Morrow, traducido al español con el título En la hoguera bolchevique, narra el ascenso y la caída del bolchevismo, y recorrió el mundo dando conferencias sobre este tema.

## Vida personal
En 1922, Dukes se casó en primeras nupcias con Margaret Stuyvesant Rutherfurd (1891–1976), anterior esposa de Ogden Livingston Mills, el secretario del Tesoro de los Estados Unidos. Margaret era hija de Anne Harriman, segunda esposa de William Kissam Vanderbilt, con su segundo marido, Lewis Morris Rutherfurd, Jr., hijo del astrónomo Lewis Morris Rutherfurd. Se divorciaron en 1929, y Dukes contrajo matrimonio con Diana Fitzgerald en 1959.
Murió el 27 de agosto de 1967 en Ciudad del Cabo, Sudáfrica, a los 78 años de edad.

## Obras
- (1921). "Lo que Rusia piensa de los bolcheviques" "El trabajo del mundo", vol. XLII, págs. 100-104.
- (1921). "El efecto del sovietismo en los jóvenes de Rusia"  The New York Times , 17 de julio, p. 27.
- (1921). "La puerta secreta" "The Atlantic Monthly", vol. CXXVIII, págs. 1-13.
- (1922).  En la hoguera bolchevique: Aventuras de un espía inglés en la Rusia roja . Londres: Williams y Norgate.
- (1938).  La Historia de "ST 25": Aventura y Romance en el Servicio Secreto de Inteligencia en la Rusia Roja . Londres: Cassell and Co.
- (1940).  Una epopeya de la Gestapo: La historia de una búsqueda extraña , Londres: Cassell and Co.
- (1947).  ¡Ven Hammer, Come Sickle!  Londres: Cassell and Co.
- (1950).  La búsqueda sin fin: bocetos autobiográficos . Londres: Cassell and Co.
- (1958).  Yoga para el mundo occidental , Estudiantes de yoga occidental.
- (1960).  El yoga de la salud, la juventud y la alegría: un tratado de Hatha Yoga adaptado a Occidente . Londres: Cassell and Co.

## Lecturas complementarias
- Andrew, Christopher (1986). Her Majesty's Secret Service. The Making of the British Intelligence Community. New York: Viking.
- Smith, Michael (2010). Six: A History of Britain's Secret Intelligence Service. Murder and Mayhem 1909–1939, London: Dialogue, ISBN 978-1-906447-00-7